# Данлап (Огайо)
Данлап (англ. Dunlap) — переписна місцевість (CDP) в США, в окрузі Гамільтон штату Огайо. Населення — 1658 осіб (2020).

## Географія
Данлап розташований за координатами 39°17′42″ пн. ш. 84°38′15″ зх. д. / 39.29500° пн. ш. 84.63750° зх. д. (39.294896, -84.637539).  За даними Бюро перепису населення США в 2010 році переписна місцевість мала площу 17,34 км², з яких 16,92 км² — суходіл та 0,41 км² — водойми.

## Демографія
Згідно з переписом 2010 року, у переписній місцевості мешкало 1719 осіб у 656 домогосподарствах у складі 539 родин. Густота населення становила 99 осіб/км².  Було 682 помешкання (39/км²).
Расовий склад населення:
| - 98,1 % — білих - 0,7 % — чорних або афроамериканців - 0,3 % — азіатів - 0,1 % — вихідців з тихоокеанських островів |

До двох чи більше рас належало 0,5 %. Частка іспаномовних становила 0,6 % від усіх жителів.
За віковим діапазоном населення розподілялося таким чином: 19,4 % — особи молодші 18 років, 67,3 % — особи у віці 18—64 років, 13,3 % — особи у віці 65 років та старші. Медіана віку мешканця становила 48,8 року. На 100 осіб жіночої статі у переписній місцевості припадало 102,7 чоловіків;  на 100 жінок у віці від 18 років та старших — 104,1 чоловіків також старших 18 років.
Середній дохід на одне домашнє господарство  становив 123 120 доларів США (медіана — 116 181), а середній дохід на одну сім'ю — 132 812 долари (медіана — 130 859). Медіана доходів становила 70 139 доларів для чоловіків та 47 500 доларів для жінок. За межею бідності перебувало 2,0 % осіб, у тому числі 6,8 % дітей у віці до 18 років та 0,0 % осіб у віці 65 років та старших.
Цивільне працевлаштоване населення становило 1280 осіб. Основні галузі зайнятості: науковці, спеціалісти, менеджери — 19,3 %, освіта, охорона здоров'я та соціальна допомога — 16,2 %, роздрібна торгівля — 14,8 %.